# Просянский сельсовет
Просянский сельсовет — упразднённое сельское поселение в Петровском районе Ставропольского края Российской Федерации.
Административный центр — село Просянка.

## География
Общая площадь территории муниципального образования — 152,568 км². Расстояние от административного центра муниципального образования до районного центра — 35 км.

## История
Просянский сельсовет был образован в 1976 году путём отделения от Высоцкого сельсовета
Статус и границы сельского поселения установлены Законом Ставропольского края от 4 октября 2004 года № 88-кз «О наделении муниципальных образований Ставропольского края статусом городского, сельского поселения, городского округа, муниципального района».
С 1 мая 2017 года все муниципальные образования Петровского района объединены Петровский городской округ.

## Население
| 1989  | 2002  | 2010  | 2011  | 2012  |
| ----- | ----- | ----- | ----- | ----- |
| 1562  | ↗1564 | ↘1533 | ↘1527 | ↘1514 |
| 2013  | 2014  | 2015  | 2016  | 2017  |
| ↘1490 | ↘1469 | ↘1434 | ↘1420 | ↘1404 |

### Национальный состав
По итогам переписи населения 2010 года проживали следующие национальности (национальности менее 1 %, см. в сноске к строке "Другие"):
| Национальность | Численность | Процент |
| -------------- | ----------- | ------- |
| Русские        | 1200        | 78,28   |
| Даргинцы       | 118         | 7,70    |
| Табасараны     | 95          | 6,20    |
| Украинцы       | 24          | 1,57    |
| Другие         | 96          | 6,26    |
| Итого          | 1533        | 100,00  |

## Состав сельского поселения
До упразднения муниципального образования в состав его территории входил 1 населённый пункт:
| № | Населённый пункт | Тип населённого пункта       | Население |
| - | ---------------- | ---------------------------- | --------- |
| 1 | Просянка         | село, административный центр | ↘1136     |

## Местное самоуправление
Главы сельсовета
- с 13 сентября 2015 года — Щелкунов Алексей Васильевич[20];
- Алейникова Светлана Ивановна[21][22].